# Vienna Blues Spring

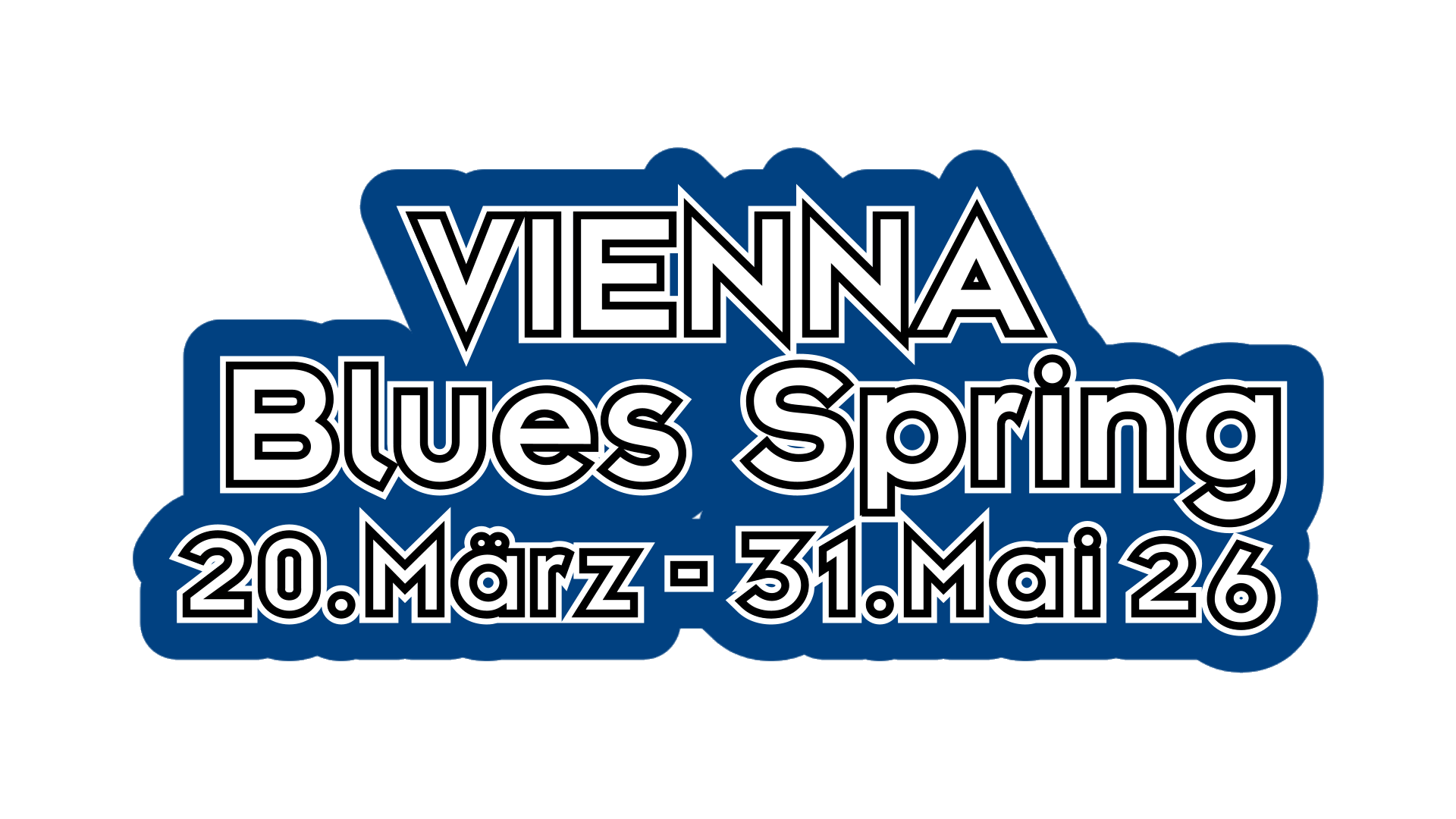
Logo des Festivals

Der Vienna Blues Spring ist ein seit 2005 jährlich in Wien stattfindendes Bluesfestival, das aus einer Reihe von Blueskonzerten besteht. Das Festival eröffnet die Saison der europäischen Bluesfestivals.
Die Veranstaltungsorte sind der Reigen, das Theater Akzent und das Haus der Musik. Ergänzt wurde der ViennaBluesSpring ab 2010 durch drei Abende im Mozarthaus Vienna, einem für Blueskonzerte ungewöhnlichen Veranstaltungsort. Thematisch ist die Reihe der Vielfalt der Musik, von klassischem Delta Blues und Chicago Blues über Bluesrock und Soulblues bis zu Boogie Woogie und modernen Spielarten, verpflichtet. Es treten internationale Acts sowie heimische Künstlerinnen und Künstler auf. Die Veranstaltungsreihe unter der künstlerischen Leitung von Dietmar Hoscher erstreckt sich über fünf Wochen und findet im März und April statt. Seit dem Jahr 2022 wird das Festival bis Ende Mai verlängert.
Zu den Künstlern, die bisher auftraten, gehören unter anderem Magic Slim & The Teardrops, Coco Montoya, Vintage Guitar All Stars, Charlie Musselwhite, Chris Jagger & Charlie Hart, The Mojo Blues Band, Abi Wallenstein & BluesCulture, Darrell Nulisch Band, Chris Farlowe & Hamburg Blues Band feat. Clem Clempson, Mike Morgan und Lee McBee.
Zu weiteren Gästen des Festivals gehörten unter anderen John Lee Hooker junior, Popa Chubby, The Mojo Blues Band feat. John Primer, Hans Theessink Band, Duke Robillard Band, Albert Lee & Hogan’s Heroes, Mark Selby & Band,  Bernard Allison, Steve Gardner, Big Jay McNeely, Mojo Buford, Shemekia Copeland & Band, The Fabulous Thunderbirds feat. Kim Wilson, The Pretty Things, Nick Simper & Nasty Habits, Meena Cryle & Chris Fillmore Band, Phil Guy, Louisiana Red, Honeyboy Edwards, Bugs Henderson, Doug MacLeod, Steve Guyger, Shemekia Copeland, Candye Kane, Dana Fuchs, Katie Henry uvm.